# ILLGAMES
ILLGAMES（アイエルエルゲームズ）は、神奈川県横浜市中区に拠点を置く3D美少女アダルトゲームブランド。

## 略歴
ILLUSIONの終了と共に浮上したメーカーであるが、同社とは無関係としている。
2019年1月に開設した旧Twitterアカウントで、2023年7月にTwitterの投稿と活動を始めた。ゲームソフトウェアはDLSite・DMM（FANZA）・Amazonで販売している。
ブランド名のILLは「Innovative（イノベイティヴ〈革新的な技術〉を駆使して）」「Liberty（リバティ〈自由な表現〉を追求し）」「Lovely（ラブリィ〈愛される魅力〉を発信する）」の略。

## 作品一覧

### ダウンロードゲーム
| 発売日 | 発売日   | タイトル                                   | 備考                                                                          |
| ------ | -------- | ------------------------------------------ | ----------------------------------------------------------------------------- |
| 2023年 | 9月1日   | ハニカム                                   |                                                                               |
| 2023年 | 12月22日 | ハニカムドルチェ                           |                                                                               |
| 2023年 | 12月22日 | ハニカムコンプリ－トセット                 | 『ハニカム』と『ハニカムドルチャ＋DIGITAL CRAFT』がセットのコンプリートセット |
| 2024年 | 8月30日  | サマバケ! すくらんぶる                     |                                                                               |
| 2024年 | 10月4日  | DIGITAL CRAFT                              |                                                                               |
| 2024年 | 11月1日  | サマバケ! すくらんぶる性格追加パック       | 『サマバケ！すくらんぶる』の追加データ                                        |
| 2024年 | 11月1日  | サマバケ! すくらんぶる性格追加パックセット | 『サマバケ！すくらんぶると性格追加パック』のセット                            |